# Mani (schiereiland)

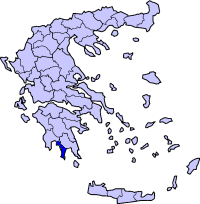
Kaart van Griekenland met het schiereiland Mani in donkerblauw

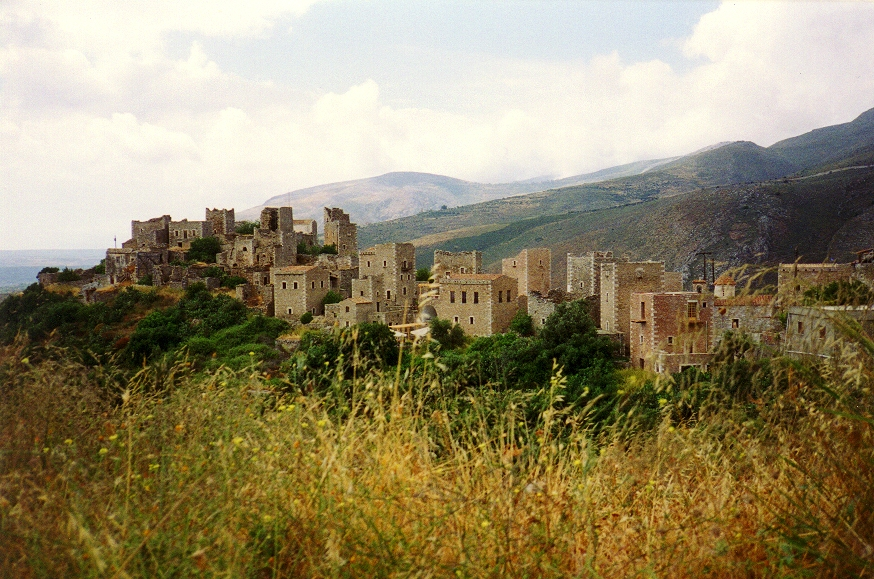
Het dorp Vathia

Het schiereiland Mani (Grieks: Μάνη), ook: Maina of Maïna, is het middelste van de drie schiereilanden die vanuit de Peloponnesos uitsteken in de Middellandse Zee. Ten oosten van Mani ligt de Golf van Laconië, ten westen ligt de Golf van Messina. De zuidelijkste punt van Mani is Kaap Ténaro. De belangrijkste stad van dit gebied is Githion.

## Geografie
Het landschap van Mani is bergachtig en ontoegankelijk. De naam Mani komt van droog en boomloos. Het schiereiland bestaat uit een uitloper van de Taigetos, dit gebergte zet zich in Binnen Mani voort als Sangiás. De hoogste top van dit gebergte is de Profítis Ilías 2407 m hoog). Vroeger, voordat aan de westkust de weg van Kalamáta tot Areópoli was aangelegd, waren veel plaatsen alleen via de zee bereikbaar. Aan de oostkust is de weg van slechtere kwaliteit.
Mani wordt traditioneel in twee delen verdeeld:
- Exo Mani (Έξω Μάνη) of Mani Buiten in het noordwesten, de driehoek Kalamáta, Githion, en Aéropolis.
- Mesa Mani (Μέσα Μάνη) of Mani Binnen ten zuiden van de lijn Aéropolis Githion.

Mani Binnen en Mani Buiten worden van elkaar gescheiden een kloof en baai bij Oítylo. De baai heet de Baai van Limeniou.
Soms spreekt men nog van:
- Kato Mani (Κάτω Μάνη) of Lager Mani dat ten oosten van de Taigetos ligt.

Soms wordt Vardounia ook nog gerekend tot Mani.
Tegenwoordig is Mani bestuurlijk, verdeeld tussen Laconië (Kato Mani en Mesa Mani) en Messenië (Exo Mani). In vroeger tijden behoorde het geheel tot Laconië dat door Sparta werd gedomineerd. Het deel dat hoort bij Messinië is vruchtbaarder en is iets regenachtiger dan het oostelijke gedeelte. De Messinische achternamen eindigen haast allemaal op -eas terwijl de Laconische achternamen eindigen op -akos.
Belangrijkste plaatsen van Mani Buiten
- Kámbos (Theódorikerk, buste van Koumoundourou, Myceens koepelgraf, Zarnatásvesting, Moní Androubevitsa)
- Kardamíli (Beschreven door Leigh Fermor in 1958, toeristisch dorp, Ágios Spiridon)
- Stoúpa (belangrijkste toeristenplaats van Mani-Buiten, heeft zandstranden)
- Agios Nikólaos (Ágios Dimítros, Trahíla, Katafyngi-grot)
- Plátsa (gedeeltelijk gerestaureerd, Ágia Paraskevíkerk, Ágios Nikólaoskerk)
- Nomitsís (Panagíaker, Kímisis tis Theotókoukerk Anágirikerk, Metamórfosiskerk)
- Thalámes (Mánimuseum, Ágios Profítis Ilíaskerk, Langáda)
- Oítylo (piraten, slavenhandel tot in de 17e - 18e eeuw)
- Néo-Oítylo (klein plaatsje aan de baai van Liméni)
- Liméni (vroegere haven van Areópoli, op kerkhof staat monument voor Petrobey Mavromichális, Liméni Village)
- Kelefá (Turkse vesting)
- Githion ook wel Githio genoemd
- Karvélas
- Pórto Ageranós
- Kamáras
- Skoutári (zandstrand, Byzantijnse kerk)

Belangrijkste plaatsen van Mani Binnen
- Areópoli (genoemd naar de god van de oorlog Ares omdat hier de Onafhankelijkheidsstrijd begon. Bij deze plaats ligt het Turkse Kelefá-kasteel)
- Pirgos Diroú
- Haroúda (Taxiarhiskerk)
- Dríalos (15e- en een 19e-eeuwse kerk)
- Vámvaka (Ágios Theódoroskerk)
- Mézapos (kiezelstrand, Ágia Vlachérnakerk)
- Káto Gardenítsa (Ágios Sotíroskerk, Ágios Sérgioskerk, Ágios Vláchoskerk)
- Kíta (hierheen vluchtten bewoners van Nykli uit Arcadía. In 1870 was er een strijd tussen de Kaouriani's en de Kourikioans. Er was een leger nodig om deze clanstrijd te beëindigen.)
- Geroliménas (havenstadje, misschien de oude stad Hippola)
- Áno Boulári (Ágios Strategoskerk)
- Álika (veel tot ruïne vervallen woontorens)
- Kipárissos (in de oudheid een pelgrimsoord voor Demeter en Aphrodite het heette toen Kainópolis. Er staat een 7e-eeuwse christelijke kerk, dus twee eeuwen eerder bekeerd dan de rest van Mani (Ágios Pétroskerk, Ágios Sotíroskerk)
- Váthia beroemdste torendorp
- Marmaría smalste punt van Mani
- Pórto Kágio (einde van de verharde weg naar het zuiden)
- Kaap Ténero (bereikbaar te voet vanaf Marmaría, er zijn diverse grotten, één daarvan zou de ingang tot Hadel vormen)
- Lágia (aan de westkust, Maniotisch dorp met veel woontorens)
- Kokkála (drukste badplaats aan de oostkust)
- Kótronas (klein strand)

## Geschiedenis
- Prehistorische vondsten zijn gedaan in de grotten van Mani.
- Homerus noemt enkele plaatsten in Mani uit de Myceense-periode.
- De Manioten zien zichzelf als afstammelingen van de Spartanen die vanaf de 4e eeuw voor Christus vluchtten voor de Macedoniërs en de Romeinen. Vanaf die tijd hebben de Manioten zich vrij van vreemde invloeden weten te houden vandaar de late bekering tot het christendom.
- Het is het laatste deel van Griekenland dat zich bekeerde tot het christendom. In de 9e eeuw werden er veel Byzantijnse kapellen gebouwd velen zijn gebouwd door kluizenaars. De bouw werd door het nabijgelegen Mistras sterk gestimuleerd.
- In 1204 werd Mani veroverd gedurende de Vierde Kruistocht.
- in 1249 veroverden de Venetianen Mani en werd het een van de 12 baronieën. Zij bouwden de forten van Mystras, Passava, Gustema en Megali Maini.
- Oítylo was in de 16e - 18e eeuw centrum van slavenhandel tussen Turken en Venetianen.
- In 1675 vluchten 730 mensen, waaronder 430 mensen van de Stefonópoulos-clan, naar Corsica. Daar stichtten zij Paomia en Cargèse. Napoleon zou een afstammeling van deze vluchtelingen zijn en dus een Manioot.
- In de 15e eeuw vluchtten Byzantijnen naar Mani (vanuit Mystras) zij werden de Nyklianen (een aristocratie die alleenrecht had op het bouwen van woontorens om zich tegen bloedvetes te verdedigen. Belangrijke clans waren de Mavromichális-clan uit Areópoli, De Grigorákis-clan uit Gythio en de Toupákis-clan uit Kardamili.
- Pétros Mavromichális verenigde de clans en begon op 17 maart 1821 de Griekse Onafhankelijkheidsstrijd.
- Na de onafhankelijkheidsstrijd wilden de Manioten zich weer afschermen voor de buitenwereld.
- In de 20e eeuw raakte het land steeds meer ontvolkt. De grond was onvruchtbaar, slavenhandel en piraterij werden verboden.
- In de 21e eeuw lijkt er door toerisme een kentering te ontstaan en worden er weer nieuwe huizen gebouwd.

## Cultuur
Door de geïsoleerde ligging heeft de oorspronkelijke cultuur lang stand gehouden. Deze cultuur wordt gekenmerkt door hang aan de clan. Er wordt veel waarde gehecht aan de geboorte van een zoon. De vrouwen zingen geïmproviseerde treurzangen waarbij hoofd en haar omlaag hangen.
De Manioten zijn veelal traditioneel, rechts, royalistisch. De eerste president Kapodístras is door twee Mavromichális-clanleden vermoord. Hierna kwam er een koning. In 1974 stemden de Manioten bijna unaniem voor het blijven van koning Constantijn. Vele agenten van de veiligheidsdienst tijdens het kolonelsregime en de Metaxás dictatuur waren Manioot. Laconië is een bolwerk van de rechtse Néa Dimokratía.